# Frank (Amy Winehouse)
Frank è l'album in studio di debutto della cantautrice britannica Amy Winehouse, pubblicato il 20 ottobre 2003 dall'etichetta discografica Island Records.
Il disco è principalmente una collaborazione tra Winehouse, che era ancora adolescente all'epoca, e il produttore hip-hop Salaam Remi. Una sola canzone è stata scritta interamente dalla cantante: I Heard Love is Blind. Le restanti sono un connubio tra gli arrangiamenti di Remi e i testi, melodie e voce della Winehouse. Figurano inoltre due cover jazz: (There Is) No Greater Love e Moody's Mood for Love. Supportato dai singoli Stronger Than Me, Take the Box, In My Bed / You Sent Me Flying e Pumps / Help Yourself (gli ultimi due sono stati pubblicati come doppi singoli), il disco è stato pubblicato il 18 novembre 2007 come secondo disco della cantante per il mercato nordamericano, a causa del notevole successo del secondo album Back to Black (2006).
Il disco è stato nominato per due BRIT Awards e per il Mercury Music Prize, ha vinto molti dischi di platino e registrato una vendita superiore alle due milioni di copie. Dopo la pubblicazione dell'album successivo, Frank è rientrato nella classifica inglese per un lungo periodo.
Il disco è stato ripubblicato il 2 maggio 2008 in una versione deluxe con due dischi, il secondo dei quali contenente rarità, remix e live.
L'album, dopo la scomparsa della cantante, in Italia, è rientrato in classifica alla posizione numero 16, per poi balzare in quinta posizione la settimana successiva e venire premiato con il disco d'oro per le 50 000 copie vendute, mentre negli Stati Uniti ha raggiunto la posizione numero 33.

## Tracce
1. Intro / Stronger Than Me – 3:54 (Amy Winehouse / Amy Winehouse, Salaam Remi)
2. You Sent Me Flying / Cherry – 6:50 (Amy Winehouse, Felix Howard / Amy Winehouse, Salaam Remi)
3. Know You Now – 3:03 (Amy Winehouse, Salaam Remi)
4. Fuck Me Pumps[20] – 3:20 (Amy Winehouse, Salaam Remi)
5. I Heard Love Is Blind – 2:10 (Amy Winehouse)
6. Moody's Mood for Love / Teo Licks – 3:28 (James Moody, Eddie Jefferson, Jimmy McHugh, Dorothy Fields / Amy Winehouse)
7. (There Is) No Greater Love – 2:08 (Isham Jones, Marty Symes)
8. In My Bed – 5:17 (Amy Winehouse, Salaam Remi)
9. Take the Box – 3:20 (Amy Winehouse, Luke Smith)
10. October Song – 3:24 (Amy Winehouse, Matt Rowe, Stefan Skarbek)
11. What It Is About Men – 3:29 (Amy Winehouse, Howard, Paul Watson, L. Smith, Williams, E. Smith, Wilburn "Squiddley" Cole, Cooper, Jackson)
12. Help Yourself – 5:01 (Amy Winehouse, Jimmy Hogarth)
13. Amy Amy Amy / Outro – 13:14 (Amy Winehouse, Rowe, Skarbek / Amy Winehouse, Salaam Remi)

Disco bonus nell'edizione deluxe
1. Take The Box (Original Demo)
2. You Sent Me Flying (Original Demo) – presente solo nella versione inglese
3. I Heard Love Is Blind (Original Demo)
4. Someone To Watch Over Me (Original Demo)
5. What It Is (Original Demo)
6. Teach Me Tonight (Hootenanny)
7. Around Midnight (B-Side)
8. Fools Gold (B-Side)
9. Stronger Than Me (Later with Jool s Holland)
10. I Heard Love Is Blind (Live at The Concorde, Brighton)
11. Take The Box (Live at The Concorde, Brighton)
12. In My Bed (Live at The Concorde, Brighton)
13. Mr Magic (Janice Long Session)
14. No Greater Love (Janice Long Session)
15. F**k Me Pumps (MJ Cole Mix)
16. Take The Box (Seijis Buggin Mix)
17. Stronger Than Me (Harmonic 33 Mix)
18. In My Bed (CJ Mix)

## Classifiche

### Classifiche settimanali
| Classifica (2004-21) | Posizione massima |
| -------------------- | ----------------- |
| Australia            | 23                |
| Austria              | 5                 |
| Belgio (Fiandre)     | 35                |
| Canada               | 23                |
| Croazia              | 4                 |
| Danimarca            | 16                |
| Paesi Bassi          | 7                 |
| Europa               | 13                |
| Francia              | 9                 |
| Germania             | 9                 |
| Grecia               | 2                 |
| Ungheria             | 30                |
| Irlanda              | 15                |
| Italia               | 7                 |
| Messico              | 20                |
| Nuova Zelanda        | 22                |
| Polonia              | 5                 |
| Portogallo           | 10                |
| Spagna               | 6                 |
| Svizzera             | 16                |
| Regno Unito          | 3                 |
| Stati Uniti          | 33                |
| Stati Uniti (R&B)    | 26                |

### Classifiche di fine anno
| Classifica (2008) | Posizione |
| ----------------- | --------- |
| Austria           | 27        |
| Francia           | 48        |
| Germania          | 37        |
| Spagna            | 35        |